# Sharon Marley
Pour les articles homonymes, voir Marley.
Sharon Marley, née le 23 novembre 1964 à Kingston, est une chanteuse jamaïcaine. Elle est la première fille biologique de Rita Marley et est adoptée par Bob Marley lors de leur mariage ; elle a cinq mois lors de leur rencontre. Elle fait partie du groupe Ziggy Marley and the Melody Makers avec sa jeune sœur et ses frères. Avec le groupe, elle remporte trois Grammy Awards.

## Carrière

### Débuts et The Melody Makers
À la demande de leur père, Bob Marley, les Melody Makers se forment en 1979 ; pour Sharon, il s'agit de sa première expérience sur scène. Mais ce n'est qu'après la mort de Bob Marley en 1981 que le groupe prend son essor. Leur vision est cependant similaire au désir de leur père de rassembler les gens à travers la musique. Le groupe est composé de quatre des dix enfants de Bob Marley, le chanteur-guitariste Ziggy, le chanteur-guitariste-batteur Stephen, la chanteuse Cedella et la chanteuse Sharon. Son jeune frère Ziggy est le leader du groupe, Stephen partageant souvent l'écriture des chansons et le chant principal.
Le groupe sort plus de dix albums, dont Conscious Party, One Bright Day et Fallen Is Babylon, lauréats d'un Grammy. Le single Tumblin' Down en 1988 est numéro un du Hot Dance Music/Maxi-Singles Sales.
En 1989, elle fait une apparition dans le film The Mighty Quinn dans le rôle de Jody. Dans la bande originale, elle fait un duo I'm Hurting Inside avec Sheryl Lee Ralph et le générique, une reprise reggae de la chanson de Bob Dylan, avec Michael Rose, Sheryl Lee Ralph et Cedella Marley.

### Séparation et carrière solo
En 2002, le groupe se sépare après une tournée mondiale. Sharon s'engage entre l'entreprise caribéenne de Ghetto Youth United, le groupe de soutien Melody Makers et en tant que conservatrice du musée Bob Marley. Elle est la directrice générale du Total Care Learning Center (TCLC), un établissement de pédagogie Montessori, sur Lady Musgrave Road dans la banlieue de Kingston.
Après vingt ans de pause, en août 2021, elle sort son premier single Just One More Morning, chanson en hommage à sa mère. En 2022, elle sort son deuxième single, Butterflys in the Sky.

## Vie privée
Sharon Marley a quatre enfants nommés Ingermar, Donisha, Matthew et Peter-Shane. Elle est divorcée de son premier mari et leur père, Peter Prendergast, un joueur de football puis arbitre jamaïcain. En 1991, elle rencontre le musicien ghanéen Ekow Alabi Savage et l'épouse après vingt-trois ans de concubinage.